# Curtina
Curtina é uma localidade uruguaia do departamento de Tacuarembó, na zona nordeste do departamento, banhada pelo  Arroyo Malo. Está situada a 50 km da cidade de Tacuarembó, capital do departamento.

## Toponímia
O nome da localidade em primeiro momento foi "San Maximo", depois renomeada para o nome atual, homenageando o estancieiro Salvador Curtina . 

## História
Inicialmente haviam na região estancieiros paraguaios, os Colman, na paragem chamada "Paso de Colman", local de passagem das carretas sobre o Arroyo Malo. Em 1884 se funda o núcleo populacional "San Máximo", nome que homenageia o presidente uruguaio Máximo Santos, que havia pernoitado na estância de Salvador Curtina, impulsionador da povoação do local. Entre 1885 e 1889 se constroem as quadras, a escola e o "Juzgado de Paz" .

## População
Segundo o censo de 2011 a localidade contava com uma população de 1037 habitantes.
| Variação demográfica do município entre 1908 e 2011 |
|                                                     |

## Geografia
Curtina se situa próxima das seguintes localidades: ao norte, Piedra Sola, a sudoeste, Clara, ao sul, Achar e ao nordeste, Sauce de Batoví .

## Autoridades
A localidade é subordinada diretamente ao departamento de Tacuarembó, não sendo parte de nenhum município tacuaremboense.

## Religião
A localidade possui uma capela "Santa Terezinha de Lisieux", subordinada à paróquia "São José Operário" (cidade de Achar), pertencente à Diocese de Tacuarembó

## Transporte
A localidade possui a seguinte rodovia:
- Ruta 05, que liga Montevidéu à Rivera (Departamento de Rivera) (Fronteira Seca - e a BR-158 em Santana do Livramento (Rio Grande do Sul)). [9][10][11]

## Locais de interesse
A localidade possui as cascatas do Chorro de Água Fria. 